# ドゥルガ・バハドゥール・スベディ

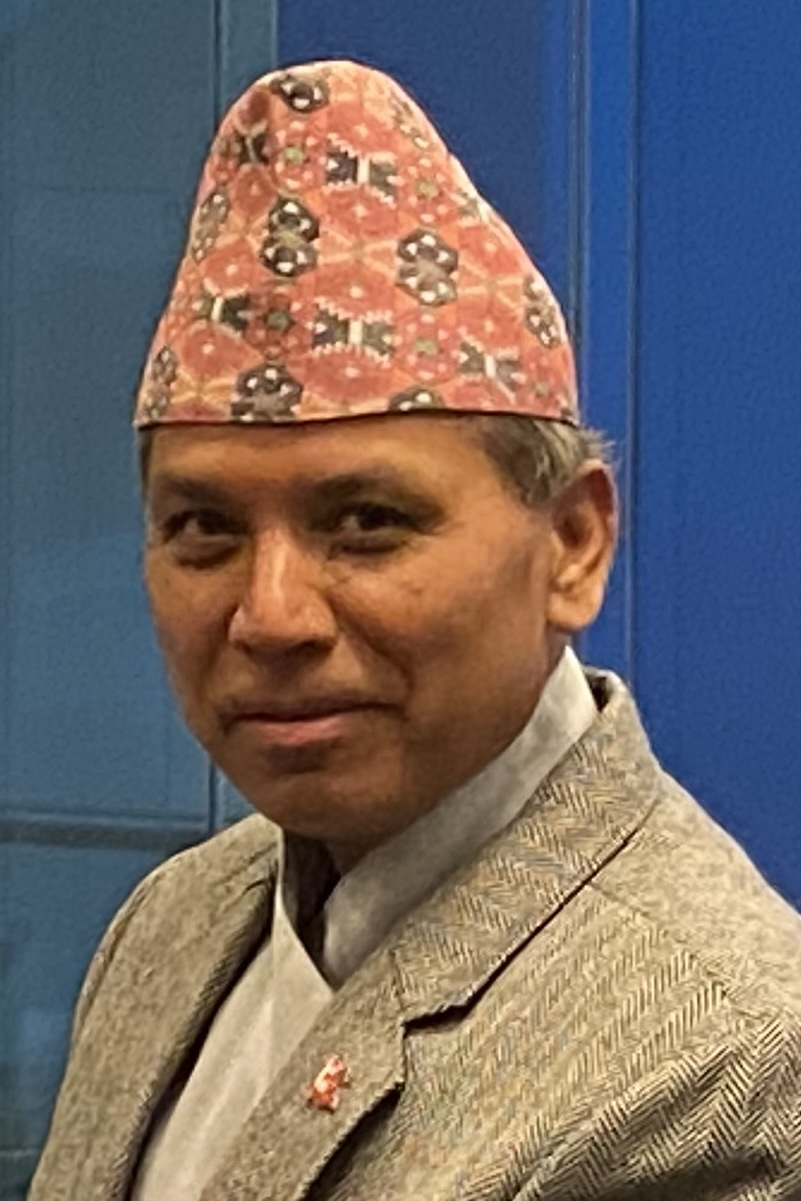
駐英大使在任時のドゥルガ・バハドゥール・スベディ（2020年）

ドゥルガ・バハドゥール・スベディ（ネパール語: दुर्गा बहादुर सुवेदी、英語: Durga Bahadur Subedi、1967年 - ）は、ネパールの外交官。駐英大使兼在アイルランド大使兼在マルタ大使を経て、2022年より駐日大使を務めている。ドゥルガ・バハドゥル・スベディとも。

## 学業
1990年代初頭、リーズ大学で修学。

## 経歴
1987年、ネパール外務省に入省。
2000年から2006年にかけて、国際連合本部の隣りにある国連ネパール政府代表部の一等書記官。2016年12月1日、バッキンガム宮殿でエリザベス2世に謁見して信任状を捧呈した。
2017年4月27日より、ロンドン常駐の在アイルランド大使を兼任。2018年5月18日より、ロンドン常駐の在マルタ大使を兼任。
2022年11月7日、皇居で今上天皇に面会して信任状を捧呈した。